# Italie au Concours Eurovision de la chanson 1968
L'Italie a participé au Concours Eurovision de la chanson 1968 le 6 avril à Londres (Angleterre), au Royaume-Uni. C'est la 13e participation italienne au Concours Eurovision de la chanson.
Le pays est représenté par le chanteur Sergio Endrigo et la chanson Marianne, sélectionnés en interne par la RAI.

## Sélection

### Sélection interne
Le radiodiffuseur italien, la Radiotelevisione Italiana (RAI, « Radio-télévision italienne »), sélectionne en interne l'artiste et la chanson représentant l'Italie au Concours Eurovision de la chanson 1968.
La RAI, sélectionne l'un des vainqueurs du Festival de Sanremo 1968 comme artiste et la chanson interprétée par l'artiste en interne.
| Ordre | Interprète     | Chanson  | Langue  | Traduction |
| ----- | -------------- | -------- | ------- | ---------- |
| 1     | Sergio Endrigo | Marianne | Italien | –          |

Lors de cette sélection interne, c'est la chanson Marianne, écrite, composée et interprétée par Sergio Endrigo, qui fut choisie. À l'Eurovision, l'interprète est accompagné de Giancarlo Chiaramello comme chef d'orchestre.

## À l'Eurovision
Chaque pays a un jury de dix personnes. Chaque juré attribue un point à sa chanson préférée.

### Points attribués par l'Italie
| 3 points | Belgique Espagne     |
| 2 points | France               |
| 1 point  | Pays-Bas Royaume-Uni |

### Points attribués à l'Italie
| 10 points | 9 points | 8 points | 7 points                         | 6 points   |
| --------- | -------- | -------- | -------------------------------- | ---------- |
|           |          |          |                                  |            |
| 5 points  | 4 points | 3 points | 2 points                         | 1 point    |
|           |          |          | - Espagne - Suisse - Yougoslavie | - Portugal |

Sergio Endrigo interprète Marianne en onzième position, suivant la France et précédant le Royaume-Uni.
Au terme du vote final, l'Italie termine 10e sur 17 pays, ayant obtenu 7 points au total, provenant de quatre pays,.